# 渡辺康
渡辺 康（わたなべ やすし、1919年10月10日 - 1985年9月25日）は、日本の経営者。東京銀行頭取を務めた。

## 来歴・人物
千葉県出身。1944年に東京帝国大学法学部を卒業し、同年に東京銀行に入行した。1972年11月に取締役に就任し、常務、専務を経て、1979年2月に副頭取に就任し、1982年6月には頭取に昇格した。1984年11月にはメキシコ政府からアデラ・アステカ勲章を受章。
1985年9月25日、肺炎のために在職中に死去。65歳没。